# Iacksoneuma bradeae
Iacksoneuma bradeae är en mångfotingart som beskrevs av Henri W. Brölemann och Brade-Birks 1917. Iacksoneuma bradeae ingår i släktet Iacksoneuma och familjen snaggdubbelfotingar. Inga underarter finns listade i Catalogue of Life.